# 美国公民
美国公民（英語：United States citizen）身分由美国宪法和法律定义。一般情况下，拥有美国国籍者，都是美国公民。

## 公民的权利与义务
- 美国公民擁有的权利（绿卡持有者也有部分的权利）：成年公民（18岁或以上）的参政权（主要是选举权和被选举权）、使用政府社會福利、美国公民的父親或母親以血統方式過繼美国國籍給予所生子女（不論是在美国國內或外國），以夫妻婚姻關係方式過繼美国國籍給予外國人配偶，申請外國親人來美居住和申請歸化取得美國國籍。公民有权利加入联邦政府特定的工作职位，也可经营联邦政府的办公部门。
- 美国公民擁有的责任：陪审义务、使用美国护照出入美国国境。18至26岁的男性公民必须进行美國兵役登記。所有居住在美国境内的居民（无论其国籍或有无绿卡）， 一年内超过规定的时间，均有报税的义务。
- 美國公民和美国国民擁有的共同權利：自由迁徙和工作的权力，任職政府公務員，參選市長，參選州長，加入軍隊，和身在外國擁有美國領事保護，領事支援服務的各種權利。

## 公民身分的取得

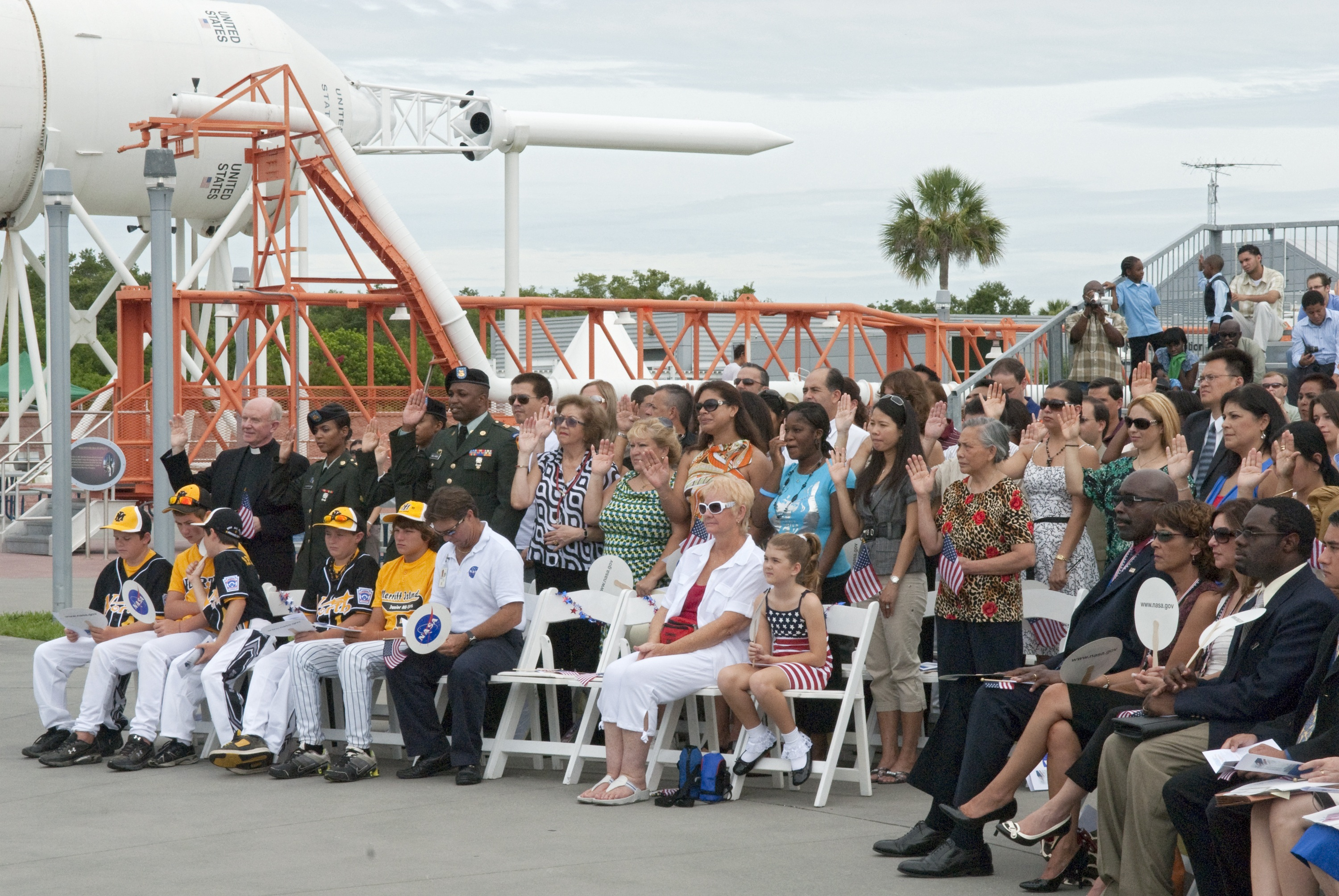
一群民眾透過效忠宣誓（Oath of Alliance）的朗讀儀式而取得美國公民身分

### 在美国出生
依据1868年通过的美国宪法第十四修正案，在美国出生且“受其管辖”（subject to the jurisdiction thereof）的人自动成为美国公民。依据法律和判例，不满足“受其管辖”的情况主要包括：
- 以前，从未纳税、从未为美国政府工作（例如服兵役）、亦未得到国会特别立法许可的印第安人不是美国公民，直到美国国会1924年通过《印第安人公民权法案》赋予所有印第安人公民身份；
- 因为外国政府工作需要而身处美国者（主要指外交官员）在美国所生子女不会自动成为美国公民；
- 外国入侵武装力量成员在美国领土所生子女不是美国公民；

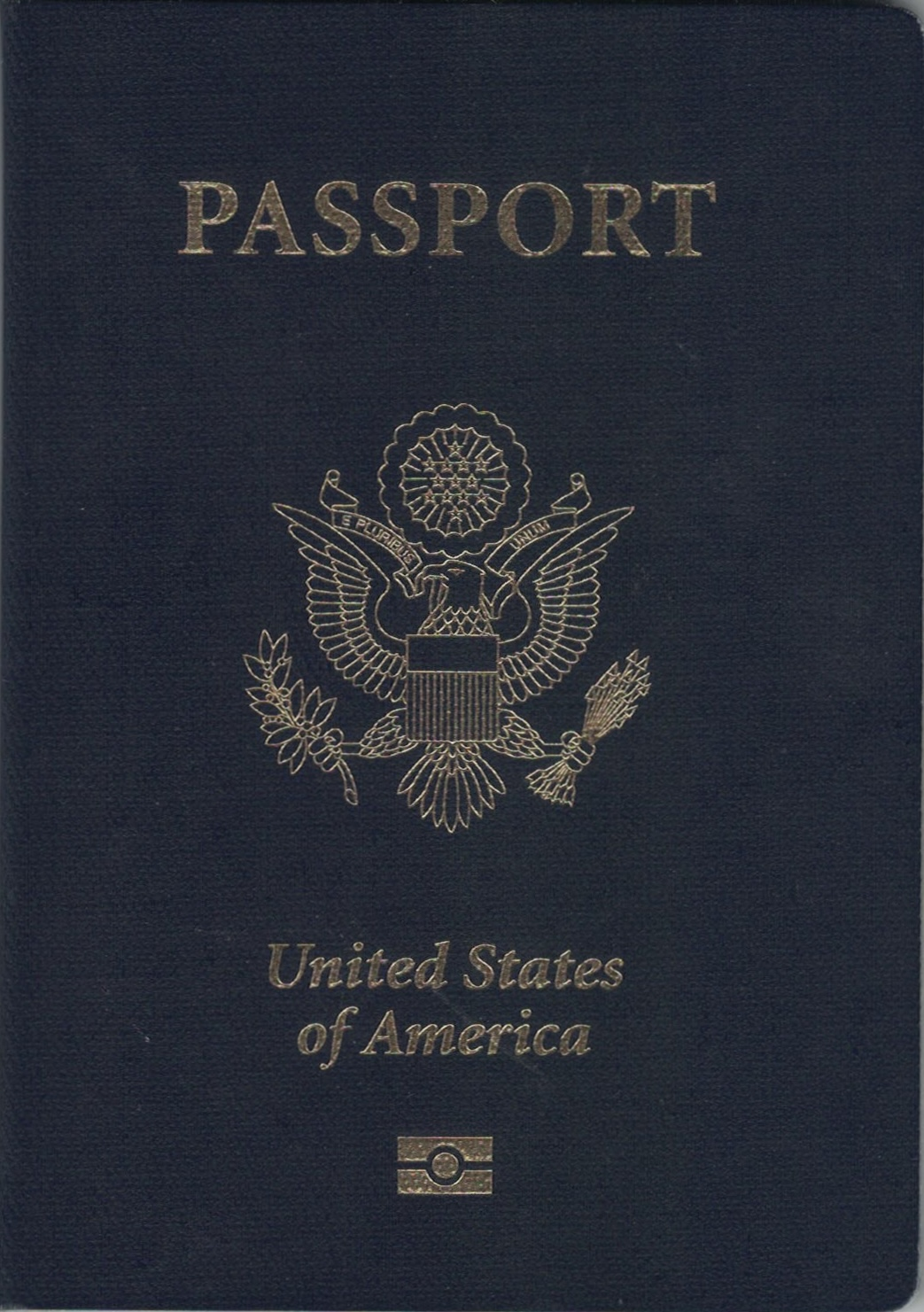
凡美國國籍者可取得美國護照。上圖顯示為2007年後的版本。

在十四修正案通过的前几十年，外国人在美所生子女是否是美国公民存在争议，直到美国最高法院对「合众国诉黄金德案」（United States v. Wong Kim Ark）作出判决。黄金德在美国出生，父母均是无美国国籍的华人，他曾两次前往中国探亲后返美，第一次移民官员认为他是美国公民准许其入境，但第二次则将他拒绝，因此产生此案。最高法院裁定他自出生起就是美国公民。
但黄金德出生时，其父母在美国的居住是合法的，最高法院并未明确指出非法移民的子女是否是美国公民。实际操作中，美国颁发的出生证明即可作为美国公民身份的证明，因此非法移民的子女也能申请到美国护照，享受公民的权利，事实上成为美国公民，尽管从未有过明确规定。

### 美籍父母在海外所生的子女
多数情况下，父母至少一方为美国公民者，出生在外国，也自动成为美国公民。这项规定由国会立法作出，并非来自宪法。
具体而言，出生在美国以外，且符合以下情况者有权要求美国公民身份：
- 父母双方为美国公民，生育的婚生子女：假如父母其中一方在孩子出生前居住于美国或美属海外领地之一，他们在美国或美属海外领地以外生育的子女有权获取美国公民身份。对居住年限无特定要求。
- 父母一方为美国公民，另一方为非美国公民，于1986年11月14日或之后生育的婚生子女：若美籍父/母一方曾在美国或美属海外领地之一实际居住达五年，其中至少有两年为他/她年满14周岁后居住的，他们在美国以外生育的子女可能有权获取美国公民身份。该实际居住必须发生在孩子出生前。
- 父母一方为美国公民，另一方为非美国公民，于1952年12月24日至1986年11月13日之间生育的婚生子女：若美籍父/母一方在孩子出生前曾在美国实际居住达十年，其中至少有五年为他/她年满14周岁后居住的，他们在美国以外生育的子女可能有权获取美国公民身份。
- 母亲为美国公民，其于2017年6月11日或之前生育的非婚生子女：美籍母亲在其非婚生子女出生前曾在美国实际居住连续一年（365天），她在美国以外生育的非婚生子女有权获取美国公民身份（注意：为美国政府或军队驻海外机构工作的时间，或是作为美国政府或军队驻海外机构的员工家属在海外的停留时间，无法视作在美居住时间）。
- 母亲为美国公民，其于2017年6月11日以后生育的非婚生子女：美籍母亲在其非婚生子女出生前曾在美国实际居住累计五年，其中两年是在其年满14岁以后，她在美国以外生育的非婚生子女有权获取美国公民身份（注意：为美国政府或军队驻海外机构工作的时间，或是作为美国政府或军队驻海外机构的员工家属在海外的停留时间，无法视作在美居住时间）。
- 父亲为美国公民，其非婚生子女：美籍父亲在其非婚生子女出生前曾在美国实际居住累计五年，其中两年是在年满14岁以后，他在美国以外生育的非婚生子女有权获取美国公民身份。父亲需要同时签署宣誓申明表示同意为其子女提供经济支持直至她/他年满18周岁。

### 归化
如果父母中有一个人归化为美国公民， 虽然儿童时期不是美国公民， 在18岁以前可自动成为归化的美国公民， 但仍需完成法律的认证和相关的手续。
出生时不是美国公民，依法律程序申请被批准后可成为美国公民。外国人通常需要先成为美国永久居民，以永久居民身份居住滿5年（或與美國公民結婚的3年）才能提交N-400表格申请成为公民，而加入美國軍隊可提早成為公民。
其它國家異見人士可尋求政治庇護， 获得移民资格，并最终成為美國公民。

## 非公民的美国国民
斯温斯岛和美屬薩摩亞的居民曾长期被认定为不是美国公民的美国国民。美国国民没有本土上公民的少部分权利， 例如不可参与总统选举， 但可选举自己所在地的政府首脑。此项认定于2019年12月被犹他州联邦法院推翻。
2021年的第十巡回法院的一项裁决则维持了政府的立场，并推翻了下级法院关于美属萨摩亚原告在出生时是美国公民的裁决。
2022年，美國最高法院拒絕受理此案，認為此項爭議應以政治而非司法方式解決。
从前美屬菲律賓（1898-1935）、波多黎各（1898-1917）以及美属维尔京群岛（1917-1927）的居民也拥有美国国籍，但不是美国公民。除菲律宾独立外，其他两地的国民都通过国会的特别立法获得了公民权。

## 双重国籍
美国承认美国公民的外籍， 即双重国籍或多重国籍身份， 并有相应的法律和法规约束这类公民。外籍公民申请归化为美籍公民时，毋顺放弃效忠外国政府。美国国务院对双重国籍人士也有详细的指引。外国公民归化入美籍后，可保留原有的国外公民权， 但进出美国时必须使用美国护照， 并在境内不得以外籍公民身份行事。在海外使用其他国家护照， 并不与美国法律冲突 。双重或多重国籍的美国公民中常见的外國護照包括墨西哥護照、加拿大護照、英國護照、澳洲護照、以色列護照、中華民國護照和香港特區護照等。

## 放弃和取消公民权利
根据1980年代制定的法律， 美国公民受到宪法的保护。在非主观的意愿下，其公民权不可被任意剥夺。申请退籍是个不可逆转的， 完全不可以由他人控制的法律行为。美国公民按照自己的意愿， 经过书面正式申请，在领事官员面谈和见证的情况下，可以宣布退出美国国籍。归化后的公民在海外使用它国护照，为外国政府工作或者是参与国外选举，并不会自动丧失美国公民权。经填写和申报DS-4080和DS-4081表格后，在2019年申请退籍的费用为2350美元。退出美国国籍后， 当事人仍然有长达十年的美国税务追溯期。
在极少数情况下，公民权可被美国政府主动剥夺。包括加入外国政府或军队行对抗和反对美国政府之事，18岁及18岁以后归化为外国公民，宣誓效忠外国政府，申请移民或入籍时欺骗美国政府， 例如故意隐瞒共产党员身份等。美国国务院和国土安全部是制定或判定取消公民权的主要机关。